# 大鱗方頭鯧
大鱗方頭鯧為輻鰭魚綱鱸形目鯧亞目圓鯧科的其中一種，分布於西印度洋海域，棲息深度可達150公尺，體長可達14.6公分，棲息在中底層水域，屬肉食性。

## 擴展閱讀
維基物種上的相關：大鱗方頭鯧